# 趙培基
赵培基，字二维，号鹿宾，直隸平鄉縣人，清朝政治人物、進士出身。

## 生平
順治十八年（1661年），登辛丑科進士，官至陵水縣知縣。